# Joël Schmitt
Joël Schmitt (ou Joël Schmidt) est un acteur français né le 23 mai 1918 à Saint-Maur-des Fossés et décédé le 5 octobre 1979  à Toulon (enterré au cimetière de Mandres-les-Roses).

## Biographie
Joël Schmitt, de son vrai nom Louis Schmitt, s’est illustré dans des domaines artistiques aussi variés que le Music Hall, la comédie ou la musique avec pour fil conducteur le sens de l’humour.

### Acteur
Joël Schmitt a essentiellement fait de la figuration intelligente dans plusieurs films mais il a également tenu un second rôle dans Le Dernier quart d'heure de Roger SALTEL en 1962 ainsi que dans la publicité.

### Musique
Il a commencé en tant que batteur au Balajo rue de Lappe puis dans l’orchestre d’Emile Prud’homme en tant que batteur animateur. Ensuite il lance son propre orchestre « l’orchestre des 3 du musette », enfin  l’orchestre musette « Joël Schmitt et son ensemble ». Interprète, il était aussi auteur de chansons (SACEM).

### Music hall
Dans le music hall, il s'est illustré en tant que clown et illusionniste. Il possedait son théatre guignol lyonnais et faisait des représentations dans toute la France.

## Filmographie

### Second rôle
- 1962 : Le Dernier quart d'heure de Roger SALTEL

### Figuration intelligente
- 1954 : Air de Paris de Marcel Carné (Spectateur du combat  de boxe)
- 1955 : Gaz Oil de Gilles Grangier (Le patron d’un routier)
- 1956 : Le Sang à la tête de Gilles Grangier (Le patron du "Grand Café")
- 1958 : Les Tricheurs de Marcel Carné (Mécano du garagiste)
- 1958 : Le Sicilien de Pierre Chevalier (Un gangster)

### Figuration simple
- 1954 : French cancan de Jean Renoir
- 1968 : Le petit baigneur de Robert Dhéry (Un notable lors du lancement du bateau)

## Publicité
- 1976 : Cantadou (le rôle du père)[1]
- Miko

## Série télévisée

### Figuration intelligente
- Arsene lupin
- Les gens de Mogador saison 3 et 4 (le métayer)

## Discographie

### Albums chez Barclays
- Une soirée rue de la Lappe
- Vive le sport
- La Ronde infernal
- 1959 : Le tour du monde dans le Spoutschmitt (A vérifier ?)
- Le chant des Mirlitons

### Chanson en tant qu’auteur
- Pédalé en cadence
- Elle fait du catch
- Joe la douceur
- Ohé, joyeux facteur
- Sens interdit

## Music Hall

### Spectacle pour enfants

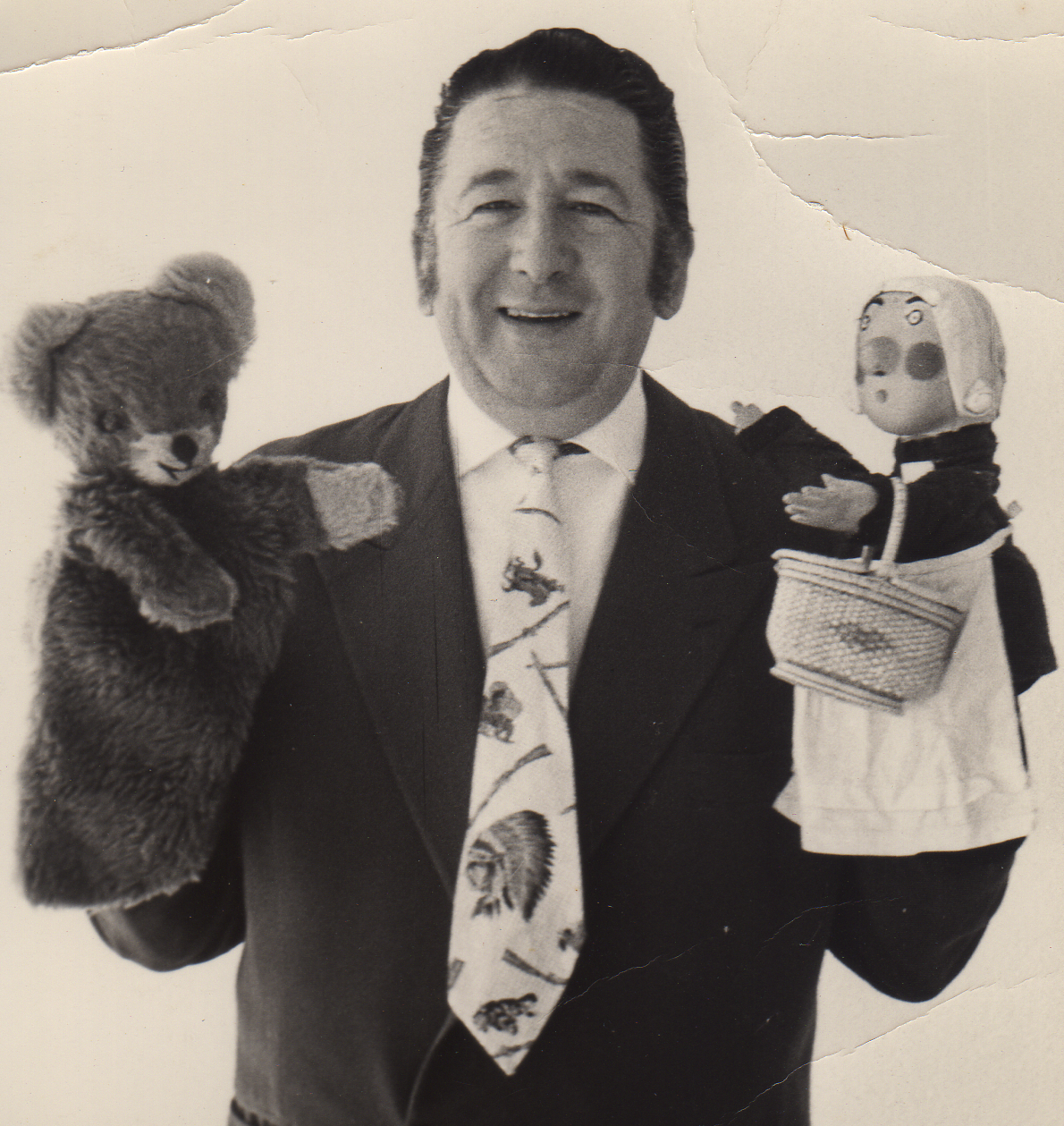

- Clown (Le clown orphelin puis le clown Jo’s and Partner)
- Illusionniste fakir
- Chien savant
- Guignol (Le Guignol « Lustucru »)
- Père Noël

### Spectacle pour adultes
- Chansonnier

## Autres activités
Animation de la caravane du journal l’équipe du Tour de France 